# Watergeuzen

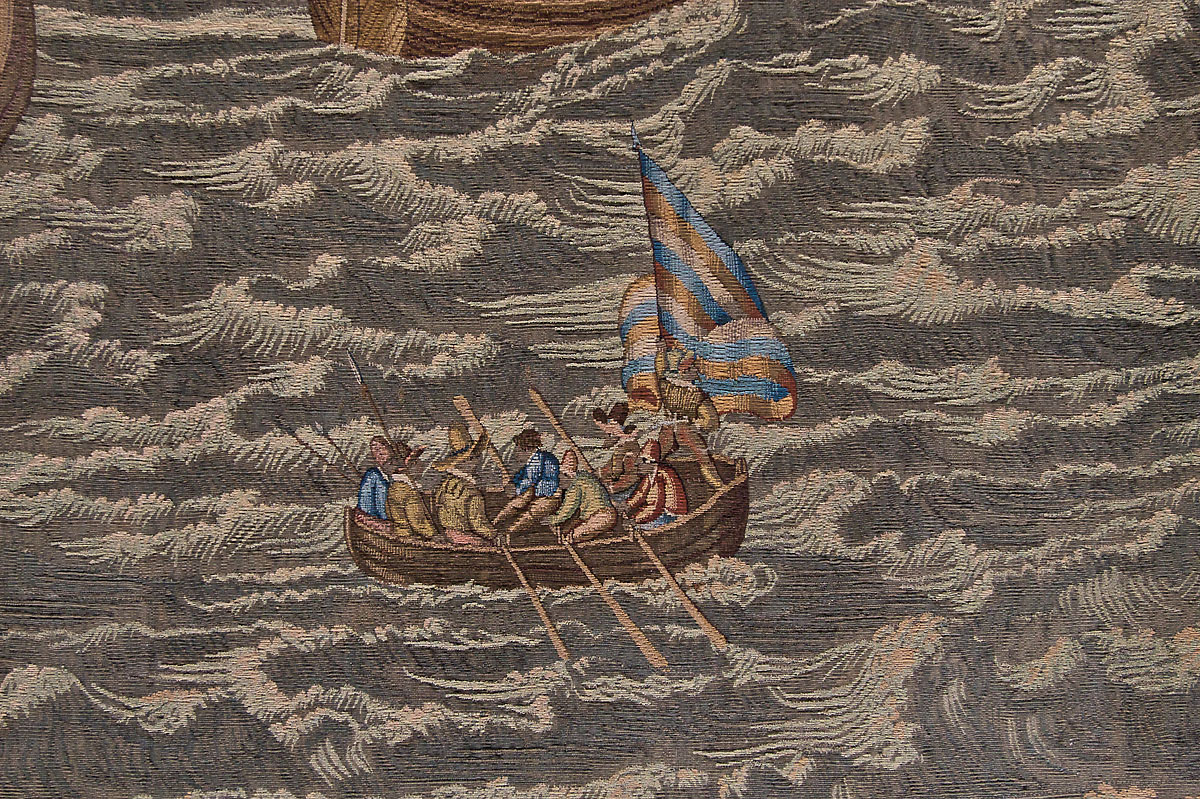
Watergeuzen in een sloep bij de Slag bij Lillo op een 16e-eeuws wandtapijt

Watergeuzen waren geuzen die zich aan het begin van de Nederlandse Opstand op zee als zeerovers of vrijbuiters ophielden en ook de kustdorpen onveilig maakten. Zij waren verwant aan de bosgeuzen.

## Herkomst
Na de uitvaardiging van strenge plakkaten tegen de opkomende ketterij onder landvoogdes Margaretha van Parma en de repressie van Alva tegen de opstand die met de Beeldenstorm gepaard was gegaan, hadden grote aantallen calvinisten vrijwillig of gedwongen de Spaanse Nederlanden verlaten, meestal met verbeurdverklaring van hun goederen als gevolg. Zij die het zich konden veroorloven, vluchtten naar het buitenland, anderen verborgen zich en gaven zich over aan struikroverij. Velen trachtten zich in Engeland te vestigen, maar een groot aantal bleef als watergeus op zee actief. Deze bannelingen en oproerlingen waren vermengd met dieven en avonturiers.
De bemanning was veelal afkomstig uit Holland en Zeeland, wat te verklaren is door de natuurlijke vertrouwdheid van deze gewesten met de zeevaart. Het leeuwendeel van hen was verbannen of voortvluchtig. Van de 42 tussen 1566 en 1568 actieve kapiteins bij de watergeuzen waren er 32 door de Raad van Beroerten veroordeeld. Hoewel ondervertegenwoordigd bij de gewone bemanning, oefenden mannen uit de Zuidelijke Nederlanden relatief gezien vaker een bevelhebbende functie uit in de vloot van de watergeuzen.

## Invloed
Deze vrijbuiters verstoorden de handel in de Zeventien Provinciën doordat hun schepen de grote riviermondingen voortdurend kruisten en zich in de vaargeulen aan de mondingen van de Zuiderzee legden, waar de koopvaardijschepen moesten passeren.
In 1568 had Willem van Oranje contact opgenomen met de watergeuzen, en aan Diederik Sonoy en anderen had Lodewijk van Nassau in naam van zijn broer kaperbrieven uitgereikt om zijn onderneming te steunen. Daarna voerden ze een eerste zeeslag op de Eems uit. Hun vloot werd later nog versterkt door hugenoten uit La Rochelle. Zij monsterden eveneens hongerende Zeeuwse en Hollandse schippers en een menigte werkloze Waalse arbeiders aan, Luikenaars die voor hun geloof vreesden.
Als ze gevat werden, was opknoping de onmiddellijke straf. Zij reageerden door zelf de kleine kustdorpen in de duinen aan te vallen en er de pastoors te vermoorden. De kerkjes werden geplunderd en in brand gestoken en de banier ervan voerden ze uitdagend op hun schepen mee. Na vertegenwoordigers van het Spaans gezag waren symbolen van de Rooms-Katholieke Kerk hun primaire doelwitten.

## Historische rol
Gaandeweg hebben de watergeuzen zich steeds beter georganiseerd. Gezagvoerders waren calvinistische edelen die ter dood veroordeeld waren en wier goederen waren verbeurdverklaard door de Raad van Beroerten. De jonker Adriaen van Bergen (1537-1572), alias Dolhain, was admiraal van de hele vloot. Volgens historicus J.C.A. de Meij hadden de watergeuzen een uitgesproken protestants en zelfs antikatholiek karakter.
Toen in 1571 Alva lucht had gekregen van de kuiperijen van Coligny met Willem en Lodewijk van Nassau werden de watergeuzen een sterk punt van aandacht. Verontrust over de krijgstoerustingen die openlijk met het Engelse hof gebeurden, en ondanks de vermaningen van Filips II en zijn eigen gezant in Parijs, rekende hij op de onderhandelingen aldaar. Op 1 maart gaf Elisabeth de watergeuzen bevel de Engelse havens te verlaten. Op 25 maart was Alva het bericht ter ore gekomen van een geplande aanval van Lumey op het eiland Voorne, maar had daar niet verder op gereageerd.
In de nacht van 31 maart op 1 april ontscheepten 600 watergeuzen in het kleine vissersstadje Den Briel. Toen ze eenmaal definitief voet aan wal hadden gezet, verspreidde de Geuzenopstand zich snel. In een aantal Hollandse steden werden magistraten onder druk gezet of zelfs vermoord. Vervolgens opende de ene na de andere stad de poorten voor de geuzen. Zo verspreidde de opstandige beweging zich snel, vooral nadat Willem van Oranje zich openlijk bij hen aansloot, in Enkhuizen voet aan wal zette, en de leiding van de hele opstand op zich nam. De inname van Den Briel werd in Nederland eeuwenlang bezongen als een van de meest glorieuze momenten in de vaderlandse geschiedenis.